# Georg Nusch

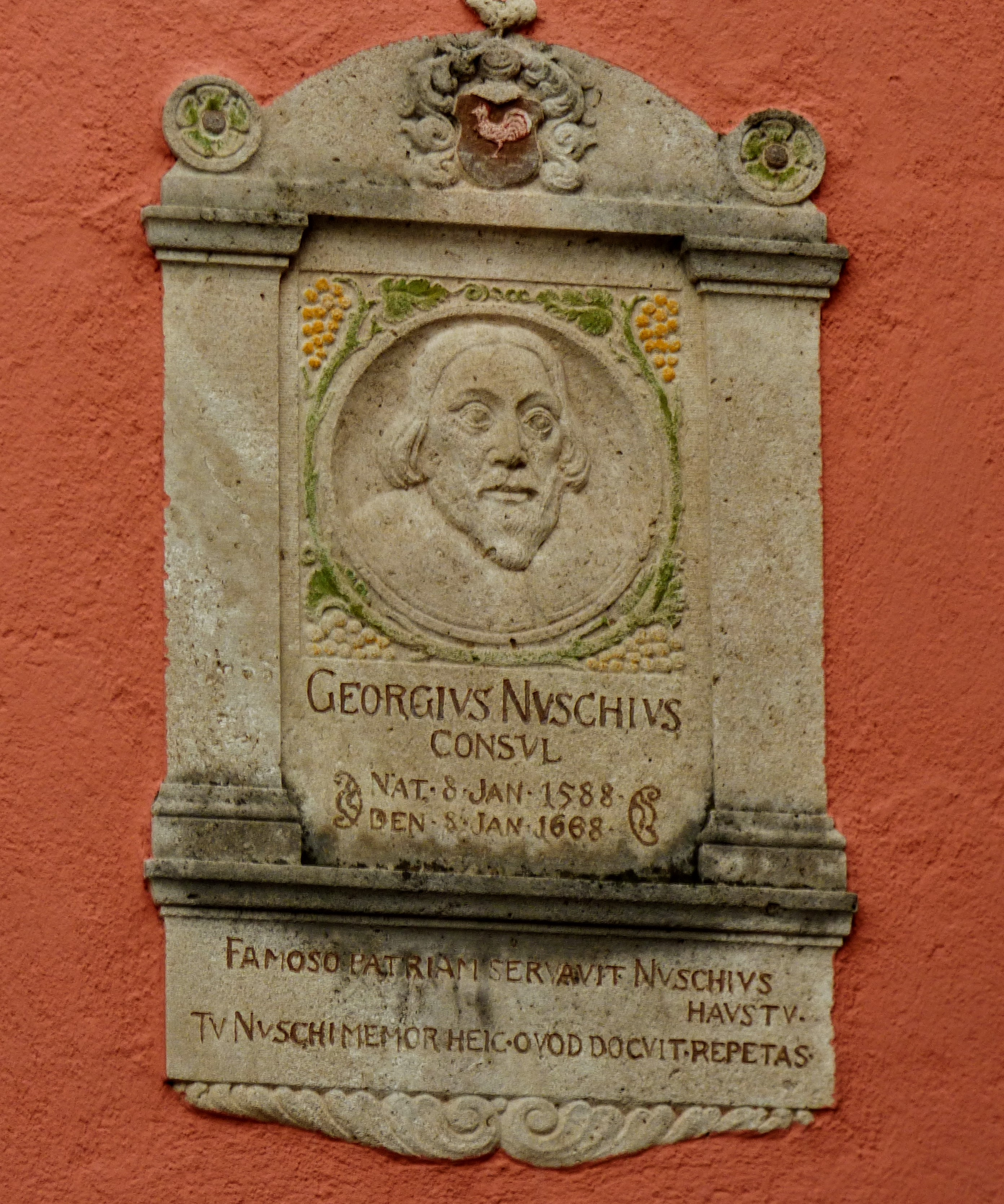
Georg Nusch

Georg Nusch (* 8. Januar 1588 in Rothenburg ob der Tauber; † 8. Januar 1668 Rothenburg ob der Tauber) war Bürgermeister und Spitalpfleger von Rothenburg.
Nusch entstammt einer Patrizierfamilie aus Rothenburg ob der Tauber. Sein Wohnhaus war das sogenannte „Jaxtheimerische“ gegenüber dem Rothenburger Rathaus, das eine Apotheke beherbergt, sein Geburtshaus die Weinwirtschaft „Zum Roten Hahn“ (jetzt ein Hotel).

## Der Meistertrunk
Nusch war im Jahr 1630 Bürgermeister von Rothenburg, als im Dreißigjährigen Krieg der Feldherr Tilly der Kaiserlichen Armee die Stadt belagerte und diese schließlich kapitulieren musste.
Nach dem Festspiel Der Meistertrunk, einem 1881 uraufgeführten Theaterstück von Adam Hörber, soll sich die Begegnung mit Tilly folgendermaßen zugetragen haben: Tilly hatte die Ratsherren zum Tode verurteilt und wollte die Stadt in Brand stecken. In ihrer Not boten ihm die Ratsherren als Befriedungsgeste Wein in einem sogenannten „Willkomm“ dar, ein Humpen mit den Darstellungen des Kaisers und der sieben Kurfürsten, der 3 ¼ Liter fasste. Tilly wurde dadurch milde gestimmt und sagte, wenn jemand diesen Becher voll Wein in einem Zuge austrinken könne, würde er die Stadt verschonen. Altbürgermeister Georg Nusch meldete sich freiwillig, und zu jedermanns Erstaunen gelang es ihm, den Becher in einem Zug zu leeren. Tilly war davon so beeindruckt, dass er die Stadt verschonte.